# Łaposie (rejon miadzielski)
Łaposie (biał. Лапосі; ros. Лопоси) – wieś na Białorusi, w obwodzie mińskim, w rejonie miadzielskim, w sielsowiecie Miadzioł.

## Historia
W czasach zaborów zaścianek prywatny w granicach Imperium Rosyjskiego.
W dwudziestoleciu międzywojennym zaścianek leżał w Polsce, w województwie wileńskim, w powiecie duniłowickim (od 1926 postawskim), w gminie Miadzioł a następnie w gminie Hruzdowo.
Według Powszechnego Spisu Ludności z 1921 roku zamieszkiwały tu 34 osoby, 14 było wyznania rzymskokatolickiego, 7 prawosławnego a 13 staroobrzędowego. Jednocześnie 21 mieszkańców zadeklarowało polską a 13 białoruską przynależność narodową. Było tu 5 budynków mieszkalnych. W 1931 w 8 domach zamieszkiwało 43 osoby.
W 1938 roku miejscowość należała do gromady Rosochy gminy Hruzdowo.
Po agresji ZSRR na Polskę w 1939 roku wieś znalazła się w granicach BSRR. W latach 1941–1944 była pod okupacją niemiecką. Następnie leżała w BSRR. Od 1991 roku w Republice Białorusi.